# Natore S.
Natore S. är ett underdistrikt i Bangladesh. Det ligger i den centrala delen av landet, 170 km nordväst om huvudstaden Dhaka.
Trakten runt Natore S. består till största delen av jordbruksmark. Runt Natore S. är det mycket tätbefolkat, med 1 177 invånare per kvadratkilometer.